# Ronald Nyholm
Sir Ronald Sydney Nyholm (* 29. Januar 1917 in Broken Hill, New South Wales, Australien; † 4. Dezember 1971 in Cambridge, England) war ein australischer Chemiker und Hochschullehrer.

## Leben
Von 1955 bis zu seinem Tod im Jahre 1971 durch einen Autounfall in einem Außenbezirk von Cambridge arbeitete er als Hochschullehrer am University College London.
1954 war Sir Ronald Sydney Nyholm Präsident der Royal Society of New South Wales, der ältesten Gelehrtengesellschaft in Australien und eine der ältesten der südlichen Erdhalbkugel.

## Schaffen
Zusammen mit Ronald Gillespie entwickelte er das VSEPR-Modell (Akronym für Valence Shell Electron Pair Repulsion; Valenzschalen-Elektronenpaar-Abstoßung). Es wird deshalb auch Gillespie-Nyholm-Theorie genannt.

## Ehrungen
Die Royal Society of Chemistry verlieh ihm 1950 die Corday-Morgan-Medaille. 1967 erhielt Nyholm den Liversidge Award der Royal Society of Chemistry.
Im Jahr 1973 stiftete die Chemical Society die Preise Nyholm Prize for Inorganic Chemistry und Nyholm Prize for Education, welche heute von der Royal Society of Chemistry verliehen werden.
Ein neues Mineral, das 2009 entdeckt wurde, trägt ihm zu Ehren den Namen Nyholmit.